# Julia-Maria Köhler
Julia-Maria Köhler (Finsterwalde, 16 luglio 1978) è un'attrice tedesca.

## Biografia
Köhler, cresciuta a Senftenberg, Brandeburgo , ha maturato le sue prime esperienze attoriali al teatro municipale Neue Bühne . Dal 1998 in poi ha completato un anno di perfezionamento nella danza presso il Ballet Arts Institute di New York . Dal 2000 al 2004 ha frequentato l'Università di Musica e Teatro di Lipsia .  Dopo la sua formazione di recitazione, seguirono impegni al Teatro estivo di Lipsia , al Teatro di Chemnitz e al Teatro di Gera-Altenburg .
Nel 2005, Köhler ha ricevuto un premio speciale al concorso Euro-scene di Lipsia per il miglior assolo di danza tedesco per la sua interpretazione di Lady Macbeth.

## Filmografia (parziale)
- In aller Freundschaft - serie TV (8 episodi) (2001-2023)
- Im Namen des Gesetzes - serie TV (1 episodi) (2002)
- Kinder und andere Baustellen - film TV - regia di Christina Adler (2020)
- Ein starkes Team: Scharfe Schnitte - film TV - regia di Martin Kinkel (2020)
- Der Spalter - film TV - regia di Susanna Salonen (2022)
- Mordsschwestern – Verbrechen ist Familiensache - serie TV (2023)
- Polizeiruf 110: Cottbus Kopflos (2023)
- WaPo Berlin - serie TV (2024)
- Maxton Hall - Il mondo tra di noi (Maxton Hall – Die Welt zwischen uns)  - serie TV (2024)

## Doppiatrici italiane
Nelle versioni in italiano delle opere in cui ha recitato, Julia-Maria Köhler è stata doppiata da:
- Francesca Manicone in Maxton Hall - Il mondo tra di noi